# Бедная Настя
«Бе́дная На́стя» — российская историческая теленовелла, транслировавшаяся также в 34 странах мира [1]. Сериал основан на псевдоисторических событиях, в нём фигурируют как исторические персонажи, но с вымышленными обстоятельствами и сюжетными линиями, так и полностью вымышленные.

## Сюжет
1839 год. Во главе Российской империи стоит император Николай I. Повзрослевший наследник престола  Александр Николаевич не утруждает себя государственными делами, предпочитая балы и любовные интриги.
Тем временем в провинции живут обычной для того времени жизнью две богатые семьи — князья Долгорукие и бароны Корфы. Их поместья располагаются по соседству, а главы семей являются давними друзьями. Из подрастающего поколения у Корфов, кроме молодого барона Владимира, проживает формально крепостная сирота, фактически воспитанница пожилого барона — Анна Платонова. Анна — талантливая девушка, прекрасно поёт и играет на сцене. В поместье у неё имеется завистница — мелочная и злая крепостная Полина. Полина тоже сирота, подброшенная к дверям дома и воспитанная кухаркой Варварой.
Пожилой барон Корф вырастил Анну как свою родную дочь, он её любил и всегда мечтал, чтобы та выступала на сцене императорского театра. Вся знать видит в Анне талант, и никто не сомневается в её будущем. Но никто и не знает, что она крепостная, выросшая в роскоши. Вскоре тайна эта откроется. В Анну влюбляется молодой князь Михаил Репнин, который не подозревает о её происхождении. Владимир Корф — сын Ивана Корфа, молодой надменный поручик, — питает к Анне сложные чувства. Он влюблён в неё, рос вместе с ней и не хочет делить с ней отцовскую любовь. Но Михаил Репнин и Владимир Корф — лучшие друзья.
Привычный ритм жизни нарушает исчезновение князя Петра Долгорукого, а затем и внезапная смерть старшего барона Корфа от отравления индийским ядом. Большое влияние получает княгиня Мария Долгорукая, движимая страстями и совершающая одно за другим безумные действия. Она манипулирует своими дочерьми и мечтает завладеть соседским поместьем Корфов. Её старшая дочь Елизавета, романтичная, взбалмошная, решительная особа, влюблена во Владимира Корфа. Мать, однако, пытается выдать девушку за ненавистного той пожилого Андрея Забалуева, предводителя уездного дворянства.
Владимир Корф на балу-маскараде приглашает на танец красавицу Ольгу Калиновскую — первую фрейлину императрицы и возлюбленную наследника Александра, который и уводит её оскорбительным для барона способом. Не узнав за маской царственную особу, Владимир Корф вызывает Александра на дуэль. На дуэли чудесным образом (после неудачной попытки Владимира застрелиться) никто не оказывается пострадавшим, но слухи о ней доходят до императора, который видит в этом измену престолу, за что Владимир и его друг, адъютант цесаревича — Михаил Репнин, чудом избежав расстрела, лишаются всех званий и попадают под пристальнейшее наблюдение главы Третьего Отделения Александра Бенкендорфа. Ольга Калиновская же отправляется «от греха подальше» в ссылку в родную Польшу, где ей по высочайшему велению предстоит выйти замуж за немолодого уже дальнего родственника. В отместку Александр соглашается жениться на Марии Гессен-Дармштадтской, которая, по мнению императрицы, будет совсем не подходящей партией из-за слухов о её незаконном рождении.
Сестра Михаила, фрейлина императрицы Наталия Репнина, умная и сообразительная девушка — единственная, кому Ольга Калиновская может рассказать о своей любви. Наташа не скрывает своей неприязни к Владимиру Корфу, считая его виновным во всех проблемах брата. Наталия влюблена в друга Владимира Корфа — Андрея Долгорукого, сына княгини Марии Долгорукой. Андрей Долгорукий обожает сестёр, маменьку и отца, человек очень добрый, но бесхарактерный.
Но самые страшные тайны скрыты в избушке, затерянной где-то в лесах между поместьями Корфов и Долгоруких. Там живёт Сычиха, которую все считают колдуньей. И только она знает ответ на самый главный вопрос.
В конце сериала выясняется основная тайна: Анна Платонова (крещённая как Анастасия) — дочь князя Петра Долгорукого и его любовницы, бывшей крепостной Долгоруких — Марфы. Старый барон Корф, желая сохранить честь семьи друга, обеспечивал их тайные встречи в своём поместье. После рождения ребёнка Петра Долгорукого и Марфы Иван Корф сказал Марфе, что ребёнок умер, освободил Марфу, а её дочь отдал в приёмную семью. В то время Петру Долгорукому не сообщили, что Марфа родила от него дочь. После смерти приёмных родителей Анастасии Иван Корф взял её на воспитание и вырастил как своего ребёнка, потому что всю жизнь испытывал чувство вины из-за того, что так поступил с Марфой. Спустя время Мария Долгорукая узнала о том, что Пётр изменял ей с крепостной, а барон Иван Корф помогал любовникам и покрывал их тайные свидания. По этой причине княгиня Мария Долгорукая ненавидела и барона Ивана Корфа, и князя Петра Долгорукого.
В последней серии играют две свадьбы — Анны с Владимиром Корфом и Михаила Репнина с Елизаветой Долгорукой. В этой же серии изгоняют хитреца и вора — управляющего поместьем сначала Корфов, а затем Долгоруких — Карла Модестовича Шуллера. Княгиня Мария Долгорукая кается в своих злодеяниях и отправляется жить в монастырь. Мошенник Андрей Забалуев (предводитель уездного дворянства) отправляется в тюрьму, а Ольга Калиновская — в Польшу.

## Персонажи
Поместье Корфов
- Иван Иванович Корф — старый барон, отец Владимира Корфа, лучший друг Петра Долгорукого. Потерял жену, имеет сына — молодого барона Владимира Корфа, и воспитанницу — формально крепостную Анну Платонову. Человек очень мягкий к воспитаннице, но  равнодушный к сыну и при этом посредственный помещик. С Анной связана его самая большая тайна. Умер от индийского яда, подсыпанного в его бренди Марией Долгорукой.
- Владимир Иванович Корф — 28 лет, сын Ивана Ивановича Корфа, племянник Сычихи, лучший друг Михаила Репнина, приятель Андрея Долгорукого. Очень самоуверенный и вспыльчивый молодой человек. Поручик. Картежник. Дуэлянт. По его словам, "каждый день влюбляется в новую девушку". В юности был влюблён в Лизу Долгорукую. Вырос вместе с Анной, и всю жизнь делит с ней отцовскую любовь. Любовь же отца к Анне всегда вызывала во Владимире отторжение и презрение, граничащее с ненавистью. Делает всё, чтобы разлучить Анну и Михаила. Готов даже пойти на унижение Анны. Ради любви к Анне, возможно, изменился в лучшую сторону. Однако вскоре это начало его тяготить.
- Анна Петровна Платонова (Анастасия Петровна Долгорукая) —  20 лет, формально крепостная, воспитанница Ивана Ивановича Корфа, внебрачная дочь Петра Долгорукого и бывшей крепостной Марфы, единокровная (по отцу) младшая сестра Андрея, сестра Лизы (родились в один день и год) и старшая сестра Сони Долгоруких. Светлая, независимая, очень красивая, смелая, просто Ангельски добрая. Обладает незаурядным актёрским талантом и чистым сильным голосом. Первая любовь князя Михаила Репнина. Ради любви к Михаилу и его спасения была готова пожертвовать своей честью.
- Полина Пенькова — 20 лет, крепостная, завистница Анны. Полина — сирота, в младенчестве была подброшена в корзине к дверям поместья Корфов. Добрая повариха Корфов Варвара нашла её и воспитала. Полина отличается лёгким поведением, недалёким умом и чёрной душой.
- Карл Модестович Шуллер — управляющий имением Корфов, позже имением Долгоруких. Немец по происхождению, но отлично себя чувствует в России, хотя и порывается купить «в Курляндии» поместье. Прекрасно говорит по-русски, хорошо знает законы, что не мешает ему регулярно их нарушать. Карл Модестович — мошенник, обманщик и фальсификатор. Был влюблён в Полину Пенькову.
- Варвара — повариха по званию и по призванию. Порядочность и справедливость — Варварин конёк. Варвара сыграла не последнюю роль в истории с Анастасией, буквой А и одеяльцем, чем спутала все карты в поисках дочери Долгорукого.
- Никита Хворостов — крепостной в доме Корфов, позже был освобождён и работал управляющим вместо Карла Модестовича. Был безответно влюблён в Анну Платонову, позже его любовью стала Софья, дочь Долгоруких. Никита — это палочка-выручалочка, для него не составит труда поднять перевернувшиеся сани и вытащить из медвежьей ямы случайно свалившуюся туда княжну.

Поместье Долгоруких
- Пётр Михайлович Долгорукий — муж Марии Долгорукой, отец Андрея, Лизы, Анастасии (Анны Платоновой) и Сони, лучший друг Ивана Корфа. В молодости, будучи уже женатым на Марье Алексеевне, Пётр Долгорукий завёл связь с крепостной Долгоруких Марфой, встречаясь с ней в поместье у своего лучшего друга барона Ивана Корфа, нового хозяина этой крепостной. От этой связи рождается девочка, вокруг которой и закрутилась вся эта история. О дочери Петру не сообщают, Марфе же говорят, что девочка умерла. В конце концов, княгиня Долгорукая накрывает любовников и при попытке побега последних, она стреляет в Марфу, но попадает в мужа. Думая, что убила его, княгиня убегает. Пётр считается погибшим, на самом же деле в течение года проживает с Марфой в старом поместье Долгоруких, пытаясь оправиться от ранения. Тайну исчезновения отца раскрывает его дочь Елизавета. Так Пётр водворяется в своём доме. Пытаясь наладить отношения с детьми, только ещё больше заставляет детей презирать его.
- Мария Алексеевна Долгорукая — жена Петра Долгорукого, мать Андрея, Лизы и Сони. С юности её во всём интересовала исключительно личная выгода. Стремится властвовать над окружающими, не говоря уже о собственных детях, от которых требует беспрекословного повиновения. Способна на всё ради своих целей и не гнушается ничем. Любит Петра, но 20 лет его измены с крепостной простить не смогла. Узнав об измене своего мужа, она помутилась рассудком, что привело сначала к попытке убийства Марфы (в результате которого был ранен и на долгое время исчез Пётр), потом — к отравлению барона Ивана Ивановича Корфа, и, наконец, к трагической гибели её сына Андрея, которого случайно убил Владимир Корф.
- Андрей Петрович Долгорукий — 24 года, единственный сын Петра и Марии Долгоруких, старший брат Лизы и Сони, единокровный старший брат Анастасии Долгорукой (Анны Платоновой), приятель Михаила Репнина и друг детства Владимира Корфа. Умён, но нерешителен, лицемерен, труслив. Жених Наталии Репниной, разрывается между ней и крепостной Долгоруких Татьяной Верёвкиной, в которую, на самом деле, искренне влюблён. Погибает от рокового выстрела из тайно заряженного Марией Долгорукой пистолета, который достанет Владимир во время беседы с Андреем.
- Елизавета Петровна Долгорукая (Лиза) — 20 лет, старшая дочь Петра и Марии Долгоруких, младшая сестра Андрея и старшая сестра Сони, единокровная сестра Анастасии Долгорукой (Анны Платоновой), лучшая подруга крепостной Долгоруких Татьяны Верёвкиной. Красивая, весёлая, бойкая, порывистая и нетерпеливая. Это истинный ребёнок, озорной и непослушный. Но ей невольно приходится повзрослеть со смертью отца. Первая её любовь — к Владимиру Корфу, который, конечно, существенно выигрывает в сравнении с Андреем Забалуевым, за которого мать вознамерилась выдать её замуж. Отважная и отчаянная, способная идти до конца. Не терпит несправедливостей и с головой окунается в чужие проблемы. Учится жертвовать собой ради других. Необыкновенная сила духа позволяет ей с честью выдержать выпавшие на её долю испытания.
- Софья Петровна Долгорукая (Соня) —  16 лет, младшая дочь Петра и Марии Долгоруких, младшая сестра Андрея и Лизы, единокровная младшая сестра Анастасии Долгорукой (Анны Платоновой), с ранних лет дружит с крепостной Долгоруких Татьяной Верёвкиной. Примилейшая девочка, всегда послушна и приветлива. Учится живописи. Гордость родителей.
- Татьяна Верёвкина — 20 лет, крепостная девушка Долгоруких, сирота. Честная, мягкая, преданная. Лучшая подруга Лизы, также с детства дружит с Соней. Татьяна с детства дружила с Андреем, сейчас она искренне любит его и страдает, не имея возможности бороться за него. Беременна от Андрея.

Императорский двор
- Николай I Павлович Романов — Император Всероссийский, сын Софии Марии Доротеи Августы Луизы Вюртембергской и Павла I, муж Шарлотты Прусской (Александры Фёдоровны Романовой), отец цесаревича Александра, великих князей Константина, Михаила и великой княжны Александры. На первом месте у него — благополучие России, жизнь и служение ей на благо. Жёсткий, прямолинейный человек, царь в полном понимании этого слова.
- Александра Фёдоровна Романова (Фредерика Луиза Шарлотта Вильгельмина Прусская) — императрица, дочь Фридриха Вильгельма III и Луизы Августы Вильгельмины Амалии, жена императора Николая I, мать цесаревича Александра, великих князей Константина, Михаила и великой княжны Александры. Имя при рождении — Фридерика Луиза Шарлотта Вильгельмина, в православии получила имя Александра Фёдоровна. Родом из Пруссии, прусская принцесса. Мягкая, но несколько предвзятая.
- Александр Николаевич Романов — 21 год, наследник российского престола, Цесаревич. Потрясающе смешной и безумно самовлюблённый. Вспыльчивый, саркастичный, упрямый. Влюбчив. Жалеет, что родился наследником, хотел бы: «жить как хочется и любить кого хочется, а не кого должно». Умеет найти правильные слова, утешить, успокоить, развеселить. С трудом прощает людям их недостатки.
- Мария Александровна Романова (Максимилиана Вильгельмина Августа София Мария Гессен-Дармштадтская) — принцесса, невеста цесаревича Александра, незаконнорождённая дочь принцессы Вильгельмины Баденской и её камергера, барона де Гранси. Поистине ангельское существо с нежным сердцем. Доверчива, наивна, всегда готова прийти на помощь, ей не откажешь в смелости, переживает чужие беды, как свои. Не по годам мудра и умна, благородна по природе, но от недостатка образования нередко оказывается в неприятном положении. Любит Александра, но тот, к сожалению, не отвечает ей взаимностью.
- Василий Андреевич Жуковский — великий поэт и романтик, незаконнорождённый сын помещика Афанасия Ивановича Бунина и пленной турчанки Сальхи (в Крещении — Елизаветы Дементьевны Турчаниновой), привезённой крепостными Бунина. Учитель цесаревича Александра. Всячески помогает и прикрывает Александра в его любовных делах. Поддерживает и помогает принцессе Марии.
- Александр Христофорович Бенкендорф — граф, шеф жандармов и одновременно главный начальник III отделения Собственной его Императорского Величества канцелярии, сын премьер-майора Христофора Ивановича Бенкендорфа и Анны Юлианы (баронессы Шиллинг фон Канштадт, подруги Марии Фёдоровны, матери Николая I). Он верно служит императору, при этом не чураясь тайных сговоров с сомнительными осведомителями, одним из которых является Андрей Забалуев.

Другие персонажи
- Михаил Александрович Репнин — 24 года, старший брат Натальи Репниной, племянник Сергея Оболенского, лучший друг Владимира Корфа, приятель Андрея Долгорукого. Мужественный, красивый, благородный, упорный. Поэт, романтик от природы. Первая любовь Анны Платоновой. Сердце молодого князя занимает хрупкая и нежная воспитанница старого барона Корфа Анна, в которую он влюбился с первого взгляда, о которой грезит с первой встречи. Мучимый ревностью Владимир раскрывает Михаилу происхождение Анны. Прекрасный образ возлюбленной, который рисовал себе Михаил, неожиданно рушится, однако после долгих терзаний он всё же решает бороться за Анну и их совместное счастье. Чтобы как-то залечить эту рану, он с головой окунается в расследование, и здесь судьба сталкивает его с Елизаветой Долгорукой. Смелая и самостоятельная, она поражает князя своим совершенно не «кукольным» характером и решительными поступками. Она совсем не соответствует его представлению об идеальной девушке, но, как ни странно, именно в неё и влюбляется князь.
- Наталья Александровна Репнина — 21 год, младшая сестра Михаила Репнина, племянница Сергея Оболенского, невеста Андрея Долгорукого, фрейлина императрицы, затем — Марии Гессен-Дармштадтской, лучшая подруга Ольги Калиновской. Жизнерадостная, открытая, в то же время рассудительная, очень умная, решительная, находчивая, благородная и знающая себе цену. Очень дружна с цесаревичем Александром. Позже выясняется, что Александр влюблён в девушку, однако она не отвечает взаимностью. Поначалу цесаревич страдал, но потом забыл о своей любви. Остались хорошими друзьями.
- Андрей Платонович Забалуев — предводитель уездного дворянства, чиновник по особым поручениям, пешка Бенкендорфа. Главная страсть — карты. Настоящую жену и пятерых детей скрывает в какой-то глуши (Глумов). Очень сильно их любит. Человек подлый, низкий, мелочный, скупой, проиграл свои деньги в карты. Женился на Елизавете Долгорукой из-за её приданого, чтобы обеспечить настоящую жену и детей. На свадьбе настояла княгиня Мария Долгорукая.
- Ольга Калиновская — полька, фрейлина императрицы и возлюбленная цесаревича Александра, лучшая подруга Наталии Репниной. Ольга — падшая женщина. Наследник престола Александр страстно влюблён в Ольгу, однако у его родителей другие планы относительно невесты сына. Её насильно увозят в Польшу с тем, чтобы там выдать замуж за богатого старика-родственника. Потом Ольга возвращается в Россию под именем «Елена Болотова», но, убедившись, что Александр её больше не любит, начинает мстить всем окружающим, проявляя свой настоящий характер — истеричный, склочный и эгоистичный. Ольга готова пойти по головам ради своих целей.
- Марфа — бывшая крепостная. В молодости эта красавица была крепостной Долгоруких и в их имении познакомилась с князем Петром Михайловичем Долгоруким, который не на шутку ею увлёкся. Потом Пётр Долгорукий продал её Корфам, чтобы беспрепятственно встречаться с ней в их поместье. Результатом романа стало рождение девочки Анастасии, которая тут же была разлучена с матерью добрым Иваном Ивановичем Корфом — так он предполагал спасти семейное счастье Петра Долгорукого и его жены. Сычиха, замешанная в этой истории, сообщила Марфе, что девочка умерла.
- Сычиха — самый загадочный персонаж сериала. Почти все считают её ведьмой. На самом деле, она — сестра матери Владимира Корфа. Мать Владимира сильно болела, и когда  не смогла больше выносить мучения, она приняла лекарство, чтобы уйти из жизни. Сычиха взяла вину на себя, чтобы мать Владимира не хоронили как самоубийцу. Сычиха очень любит своего племянника, но долгое время Владимир ненавидит Сычиху и винит её в смерти своей матери. С самого начала сериала Сычиха знает все тайны и помогает их разгадать.
- Рада — молодая цыганка. Младшая сестра цыгана Седого, убитого Андреем Забалуевым. Рада любит князя Михаила Репнина, но не взаимно.
- Илья Петрович Штерн — немец по происхождению, доктор. Добрый и честный человек. Друг семьи Корфов.

## Съёмочная группа

### Производство
- Авторы сценария: Лиза Сейдмен, Елена Исаева, Ирина Пивоварова, Сергей Калужанов, Александр Коровкин, Виктория Авдеенко, Николай Анашкин, Елена Густова, Анатолий Ковалёв, Ольга Нагдасева, Юлия Изранова
- Режиссёры: Пётр Штейн, Алла Плоткина, Пётр Кротенко, Станислав Либин, Екатерина Двигубская, Александр Смирнов
- Композитор: Андрей Феофанов, Всеволод Саксонов
- Звукорежиссёр: Алексей Дмитриев
- Продюсеры: Александр Акопов, Александр Роднянский
- Художник по костюмам: Наталия Стыцюк

## В ролях
| Актёр                            | Роль |
| -------------------------------- | --- |
| Елена Корикова                   | Анна Петровна Платонова (княжна Анастасия Петровна (Настя) Долгорукая) дочь Марфы и Петра Долгорукого, единокровная сестра (по отцу) Андрея, Лизы и Сони, воспитанница барона Корфа                                            |
| Даниил Страхов                   | барон Владимир Иванович (Володя) Корф сын Ивана Корфа, племянник Сычихи, лучший друг Михаила Репнина, приятель Андрея Долгорукого                                                                                              |
| Анна Табанина                    | княжна Елизавета Петровна (Лиза) Долгорукая старшая дочь Петра и Марии Долгоруких, сестра Андрея и Сони и единокровная сестра (по отцу) Анастасии (Анны Платоновой) , лучшая подруга Татьяны Верёвкиной, жена Андрея Забалуева |
| Пётр Красилов                    | князь Михаил Александрович (Миша) Репнин поручик, брат Наталии Репниной, племянник Сергея Оболенского, лучший друг Владимира Корфа, приятель Андрея Долгорукого                                                                |
| Екатерина Климова                | княжна Наталья Александровна (Наташа) Репнина сестра Михаила Репнина, племянница Сергея Оболенского, младшая фрейлина императрицы, лучшая подруга Ольги Калиновской, невеста Андрея Долгорукого                                |
| Эммануил Виторган                | князь Пётр Михайлович (Петя) Долгорукий отец Андрея, Лизы, Сони, Анны Платоновой (Анастасии Долгорукой) и муж Марии Долгорукой, лучший друг Ивана Корфа                                                                        |
| Ольга Остроумова                 | княгиня Мария Алексеевна (Маша) Долгорукая жена Петра Долгорукого, мать Андрея, Лизы и Сони, помещица |
| Александр Филиппенко             | Андрей Платонович Забалуев Уездный предводитель дворянства |
| Антон Макарский                  | князь Андрей Петрович (Андрей) Долгорукий сын Петра и Марии Долгоруких, старший брат Лизы и Сони, единокровный (по отцу) старший брат Анны Платоновой (Анастасии Долгорукой) приятель Михаила Репнина и Владимира Корфа        |
| Людмила Курепова                 | княжна Софья Петровна (Соня) Долгорукая младшая дочь Петра и Марии Долгоруких, младшая сестра Андрея и Лизы, единокровная (по отцу) младшая сестра Анны Платоновой (Анастасии Долгорукой), приятельница Татьяны Верёвкиной     |
| Владимир Качан                   | граф Александр Христофорович Бенкендорф |
| Виктор Вержбицкий                | император Николай I |
| Алёна Бондарчук                  | императрица Александра Фёдоровна |
| Анна Горшкова                    | Полина (Поля) Пенькова крепостная актриса, сирота |
| Дмитрий Шевченко                 | Карл Модестович Шуллер управляющий в поместье Корфа |
| Альберт Филозов                  | барон Иван Иванович Корф отец Владимира Корфа, лучший друг Петра Долгорукого, герой войны 1812 года |
| Игорь Дмитриев                   | князь Сергей Степанович Оболенский дядя Михаила и Наталии Репниных, старый друг Ивана Корфа |
| Дмитрий Исаев                    | цесаревич Александр |
| Марина Александрова              | принцесса Мария Гессен-Дармштадтская |
| Марина Казанкова                 | Ольга Калиновская (Оля) полька, фрейлина императрицы (только в начале сериала), лучшая подруга Наталии Репниной, бывшая возлюбленная Александра                                                                                |
| Александр Калягин                | Василий Андреевич Жуковский поэт, воспитатель и наставник Александра, друг и поверенный царской семьи |
| Светлана Тома                    | Сычиха тётя Владимира Корфа |
| Нина Усатова                     | Варвара кухарка в имении барона Корфа |
| Ольга Сёмина                     | Татьяна (Таня) Верёвкина крепостная Долгоруких, лучшая подруга Лизы, приятельница Сони, возлюбленная Андрея Долгорукого |
| Алексей Осипов, Илья Соколовский | Никита Хворостов конюх барона Корфа |
| Александр Дзюба                  | Седой цыган |
| Теона Дольникова                 | Рада молодая и красивая цыганка, младшая сестра цыгана Седого |
| Мария Романова                   | Фрейлина императрицы |
| Алексей Весёлкин                 | Константин младший брат Александра |
| Юрий Шибанов                     | Силантий купец |
| Сергей Астахов                   | Шишкин помощник директора императорского театра |
| Фархад Махмудов                  | посол Персии |
| Лариса Шахворостова              | Марфа мать Анны Платоновой, бывшая любовница Петра Долгорукого, крепостная Петра Долгорукого, проданная Ивану Ивановичу Корфу                                                                                                  |
| Владимир Большов                 | Илья Петрович Штерн врач, старинный друг Ивана Корфа |
| Раиса Конюхова                   | Анфиса |
| Дарья Лузина                     | княжна Ольга |
| Светлана Аманова                 | мадам де Воланж хозяйка публичного дома |
| Александр Яцко                   | князь Александр (Саша) Репнин отец Михаила и Наталии Репниных (нет в титрах) |

## Трансляция сериала

### Россия
Премьера теленовеллы состоялась 31 октября 2003 года на канале СТС. Сериал транслировался по будням в прайм-тайм в 20.00 часов (с повтором утром в 8.00 часов) до 30 апреля 2004 года.
«Бедная Настя» — первая российская теленовелла, транслировавшаяся на СТС, и первый проект компании «Амедиа». Успех сериала привёл к плодотворному дальнейшему сотрудничеству СТС и «Амедиа», результатом которого стали такие хиты как «Не родись красивой», «Адъютанты любви», «Моя прекрасная няня» и «Закрытая школа».
С 21 июня 2004 года сериал повторялся на канале «Россия». Сначала также в прайм-тайм по будням в 20.55 часов с утренним повтором в 8.45 часов. Позднее, однако, трансляция была перенесена на 12.00 часов.
С 10 января 2006 года по многочисленным просьбам телезрителей очередной повтор «Бедной Насти» начался на CTC по будням в 17.30 часов. Однако, уже в феврале 2006 года показ был перенесён на 12.00 часов, а в 17.30 начался очередной повтор «Зачарованных».
С 18 июля 2008 года «Бедная Настя» повторялась также на канале «Домашний» по будням в 17.00 часов с ночным плавающим повтором в 3-4 часа ночи.
С 12 мая 2011 года очередной повтор сериала начинается на телеканале SET Russia по будням в 15.55 с повтором глубокой ночью (плавающее время) и утром в 9.25 часов.
С 7 апреля 2014 года сериал «Бедная Настя» стал показываться на телеканале «Ю»
С 11 мая 2021 года сериал транслируется на канале "СТС LOVE"

### Украина
Украинская премьера «Бедной Насти» (укр. Бідна Настя) состоялась 10 ноября 2003 года на канале «1+1» в 14.00 часов, а потом в 18.25.
С 1 декабря 2004 украинский телеканал ТЕТ повторил «Бедную Настю» по будним вечерам в 21.00. Кроме того, сериал был ещё раз повторён каналом «1+1» с 19 декабря 2005 года по утрам в 11.15 часов.
Также транслировался на «Новом канале». С 2017 года трансляция этого сериала на Украине запрещена.

### Китай
В 2005 году «Бедная Настя» была показана в Китае под названием «Цин ми би де бао» («Любовь в Петербурге») на национальном 8-м канале Китая. Сериал посмотрело более 20 миллионов человек. Причина столь большого успеха «Бедной Насти» в Китае объясняется, вероятно, большим интересом китайцев к произведениям русской литературы. Сами китайцы продюсируют и снимают мини-сериалы и теленовеллы, основанные на произведениях русских классиков, например, сериалы «Как закалялась сталь», «А зори здесь тихие», в которых принимали участие российские и украинские актёры.

### Белоруссия
В 2003—2004 годах «Бедная Настя» была показана в Белоруссии на Восьмом канале.

### Другие страны
«Бедная Настя» была показана также во многих других странах, среди прочего — в Казахстане, Эстонии, Латвии, Финляндии, Болгарии, Венгрии, Румынии, Греции, Словакии, Сербии и Черногории, Чехии, Испании, Турции, Израиле, в некоторых странах Латинской Америки.
Наибольший успех «Бедная Настя» имела в странах Восточной Европы, а также в Греции, где она транслировалась по центральному каналу Mega-TV, затем ретранслировалась на Universal Channel с 5 апреля по 31 мая 2009 года.. В Израиле «Бедную Настю» можно было увидеть на русскоязычном канале Israel Plus.
Но не во всех странах зрители встретили «Бедную Настю» с восторгом. В Испании теленовеллу ожидал провал. Первая серия «Анастасии» (так здесь было переведено название сериала) произвела неплохое впечатление. Однако вскоре интерес к сериалу угас. Сначала серии были сокращены до 20 минут, затем показ был перенесён на 13.30 часов. Вскоре сериал был вообще снят с показа из-за низких рейтингов.

## Сиквел
Большой успех «Бедной Насти» в России, странах СНГ, Китае и Греции привёл к идее снять продолжение сериала. В прессе сообщалось, что съёмки продолжения должны были начаться осенью 2005 года. Планировалось показывать продолжение после повторного показа «Бедной Насти» на СТС в 2006 году. На СТС даже крутили рекламный ролик о продолжении сериала. Ролик доступен сейчас на YouTube.
До сегодняшнего дня, однако, никакого продолжения снято не было. В интервью от 5 августа 2006 года газете «Труд» Даниил Страхов сказал, что он не имеет понятия о съёмках продолжения и что вообще собрать снова всех актёров через три года практически невозможно.

## Факты
- Бюджет сериала составил более 11,8 миллионов долларов США[16].
- В кастинге на роли главных героев приняли участие более 7 200 актёров в 14 городах России[2].
- Значительная часть съёмок проходила в Санкт-Петербурге, на территории парка Александрийского и одноимённой усадьбы.[источник не указан 1524 дня]
- Главную тему к «Бедной Насте» (песня «Мне не жаль») исполнили Антон Макарский, Сергей Ли и Арина.[источник не указан 1524 дня]
- Сериал называется «Бедная Настя», так как при рождении главной героине дали имя Анастасия.[источник не указан 1524 дня]